# ステープルトン駅
ステープルトン駅（ステープルトンえき、英語：Stapleton）は、スタテンアイランドのステープルトン地区にあるスタテンアイランド鉄道の駅である。

## 駅構造
| P ホーム階 | 南行                         | ← トッテンヴィル駅ゆき（クリフトン駅） ← 急行列車：通過                      |
| P ホーム階 | 島式ホーム、左側のドアが開く |                                                                              |
| P ホーム階 | 北行                         | → 各駅停車：セント・ジョージ駅ゆき（トンプキンスヴィル駅）→ 急行列車：通過 → |
| G          | 地上階                       | 出入口                                                                       |

ホームは島式になっている。北口はプロスペクト・ストリート、南口はウォーター・ストリートへ通じており、両方とも西側でベイ・ストリートと交差している。

## バス接続
S51、S52、S74、S76、S78、S81、S84及びS86